# 矢富直
矢富 直（やとみ ただし、別表記: 矢冨 直、1953年または1954年 - ）は、日本の地方公務員。大阪府総務部長、大阪信用保証協会理事長を歴任。瑞宝小綬章受章。

## 人物・経歴
大阪府庁入庁。生活文化部文化スポーツ振興室長、総務部行政管理監を経て総務部長。2015年3月 大阪府退職。退職後に大阪信用保証協会理事長。公益財団法人大阪産業局評議員。2019年8月 宝塚大学法人本部職員。

## 栄典
- 2024年 令和6年秋の叙勲で瑞宝小綬章を受章[1]